# Leptocerus ciconiae
Leptocerus ciconiae är en nattsländeart som beskrevs av Malicky 1993. Leptocerus ciconiae ingår i släktet Leptocerus och familjen långhornssländor. Inga underarter finns listade i Catalogue of Life.